# Luis Mateus Rocha
Luis Mateus Rocha (Luanda, 5 de outubro de 1966) é um cientista da computação angolano. É professor da Universidade de Indiana.
Obteve um Ph.D em Systems Science em 1997 na Universidade de Binghamton. De 1998 a 2004 foi membro do grupo de cientistas do Laboratório Nacional de Los Alamos. Organizou a Tenth International Conference on the Simulation and Synthesis of Living Systems (Alife X) e a Ninth European Conference on Artificial Life (ECAL 2007).